# Blepisanis repetekensis
Blepisanis repetekensis là một loài bọ cánh cứng trong họ Cerambycidae.